# Лампа розжарення
Ла́мпочка або ла́мпа розжа́рювання — освітлювальний прилад, в якому світло випромінюється тугоплавким провідником, нагрітим електричним струмом до розжарення.

## Принцип дії

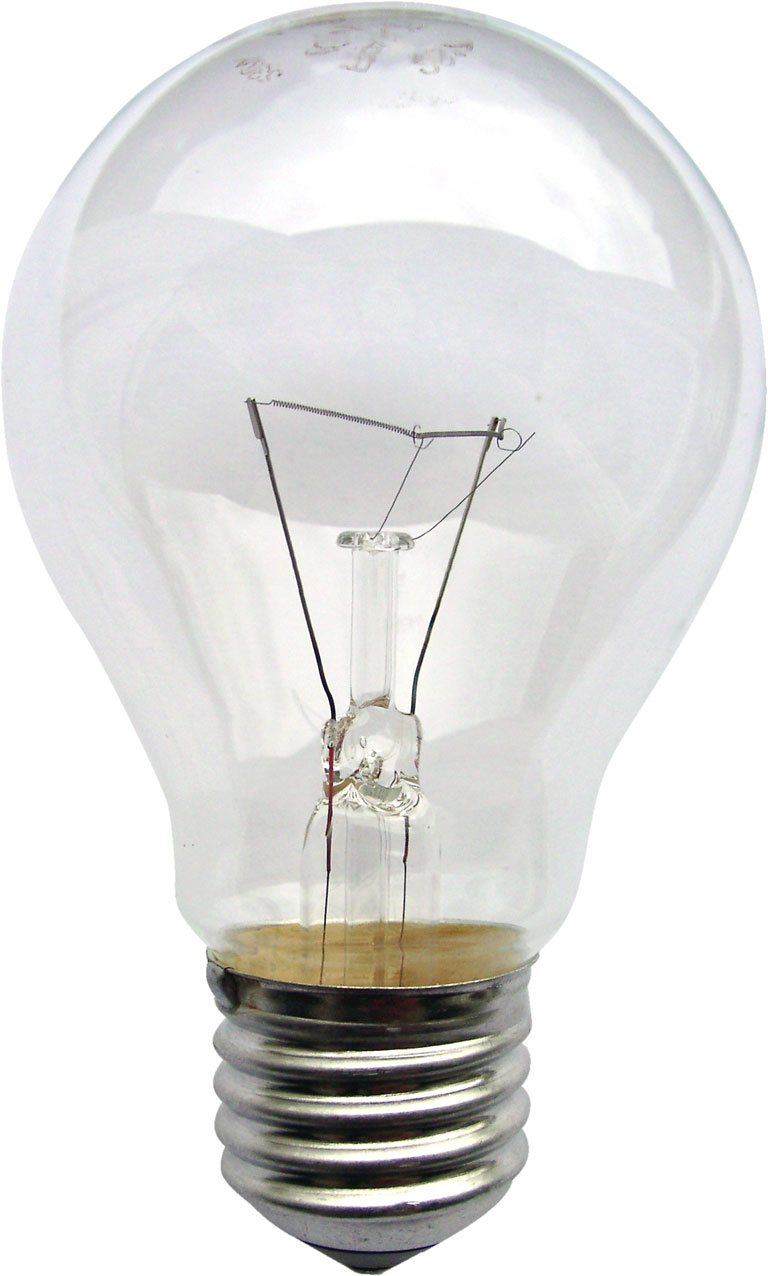
Лампа розжарювання 220 В, 60 Вт, 720 лм, цоколь E27, висота приблизно 110 мм

У лампі розжарювання використовується ефект нагрівання провідника (нитки розжарення) при протіканні через нього електричного струму. Температура вольфрамової нитки розжарення різко зростає після увімкнення струму. Нитка випромінює електромагнітне випромінювання відповідно до закону Планка. Функція Планка має найвище значення, положення якого на шкалі довжин хвиль залежить від температури. Це найвище значення змінюється з підвищенням температури у бік менших довжин хвиль (закон зміщення Віна). Для отримання видимого випромінювання необхідно, щоб температура була порядку декількох тисяч градусів, в ідеалі 6000 K (температура поверхні Сонця). Чим менша температура, тим менша частка видимого світла і тим більше «червоним» здається випромінювання. Частину спожитої електричної енергії лампа розжарення перетворює у випромінювання, частину — на виділення тепла. Лише мала частка випромінювання лежить в області видимого світла, основна частка припадає на інфрачервоне випромінювання. Для підвищення ККД лампи та отримання «найбілішого» світла необхідно підвищувати температуру нитки розжарювання, яка своєю чергою обмежена властивостями матеріалу нитки — температурою плавлення. Ідеальна температура 6000 K недосяжна, оскільки при такій температурі будь-який матеріал плавиться, руйнується і перестає проводити електричний струм. У сучасних лампах розжарювання застосовують матеріали з найвищими температурами плавлення — вольфрам (3410 °C) і, дуже рідко, осмій (3045 °C).
При практично досяжних температурах 2300—2900 °C випромінюється далеко не біле і не денне світло. Лампи розжарювання випускають світло, яке здається більш «жовто-червоним», ніж денне світло. Для характеристики якості світла використовується так звана колірна температура. У звичайному повітрі за таких температур вольфрам миттєво перетворився б на оксид. З цієї причини вольфрамова нитка захищена скляною колбою, заповненою нейтральним газом (зазвичай аргоном). Перші лампочки робилися з вакуумованими колбами. Проте у вакуумі при високих температурах вольфрам швидко випаровується, роблячи нитку тоншою і затемнюючи скляну колбу осадом. Пізніше колбу стали заповнювати хімічно нейтральними газами. Вакуумні колби зараз використовують лише для ламп малої потужності.
Частка електричної енергії, яка перетворюється на світло, тим більша, чим більша температура розжарення спіралі у  лампі. Є дві причини, які заважають підвищувати температуру:
- випаровування вольфраму, унаслідок якого чорніє скляний балон і потоншується нитка розжарення;
- повзучість нитки під дією сили ваги, магнітних та електростатичних сил.

Щоб зменшити випаровування вольфраму, до балону додають композиційний газ (наприклад аргон з домішкою галогену йоду).
Пара йоду реагує з парою вольфраму та конденсатом вольфраму. Сполука потрапляє на розжарену спіраль, розкладається. Вольфрам осідає на дріт, відновлюючи його діаметр до початкової величини і знову починається дія йоду.
Щоб зменшити повзучість нитки, до вольфраму вводять частинки двоокису торію. Вони блокують рух дислокацій за площинами ковзання, а також ускладнюють поширення мікротріщин. Тому спіраль стає менш крихкою. Довговічність лампи зростає в 2–3 рази, тепловіддача — на 20–30%. Економія в межах України — 50–100 млн грн[джерело?].

## Конструкція
Лампа розжарення складається з цоколя, контактних провідників, нитки розжарення, запобіжника та скляної колби, яка захищає нитку розжарення від навколишнього середовища.
|  | 1. Скляна колба 2. Вакуум або інертний газ 3. Нитка розжарення 4. Контактний провід (з'єднується з ніжкою) 5. Контактний провід (з'єднується з цоколем) 6. Тримачі 7. Скляна ніжка (лопатка) 8. Вивід контакту на цоколь 9. Цоколь лампи 10. Ізоляційний матеріал 11. Контактний носик |

### Колба
Скляна колба захищає нитку від згорання у навколишньому повітрі. Розміри колби визначаються швидкістю осідання матеріалу нитки. Для ламп більшої потужності потрібні колби більшого розміру, для того, щоб матеріал нитки, який осідає, розподілявся на велику площу і не робив сильного впливу на прозорість.

### Інертний газ
Колби перших ламп були вакуумовані. Сучасні лампи заповнюються інертним газом (окрім ламп малої потужності, які як і раніше роблять вакуумними). Це зменшує швидкість випаровування матеріалу нитки, яке виникає при цьому. Втрати тепла за рахунок теплопровідності зменшують шляхом вибору газу до складу якого входять молекули з великими значеннями молекулярної маси. Суміш азоту з аргоном є прийнятим компромісом у сенсі зменшення собівартості. Дорожчі лампи містять криптон чи ксенон (атомні маси: азот: 28,0134 г/моль; аргон: 39,948 г/моль; криптон: 83,798 г/моль; ксенон: 131,293 г/моль).

### Нитка розжарення

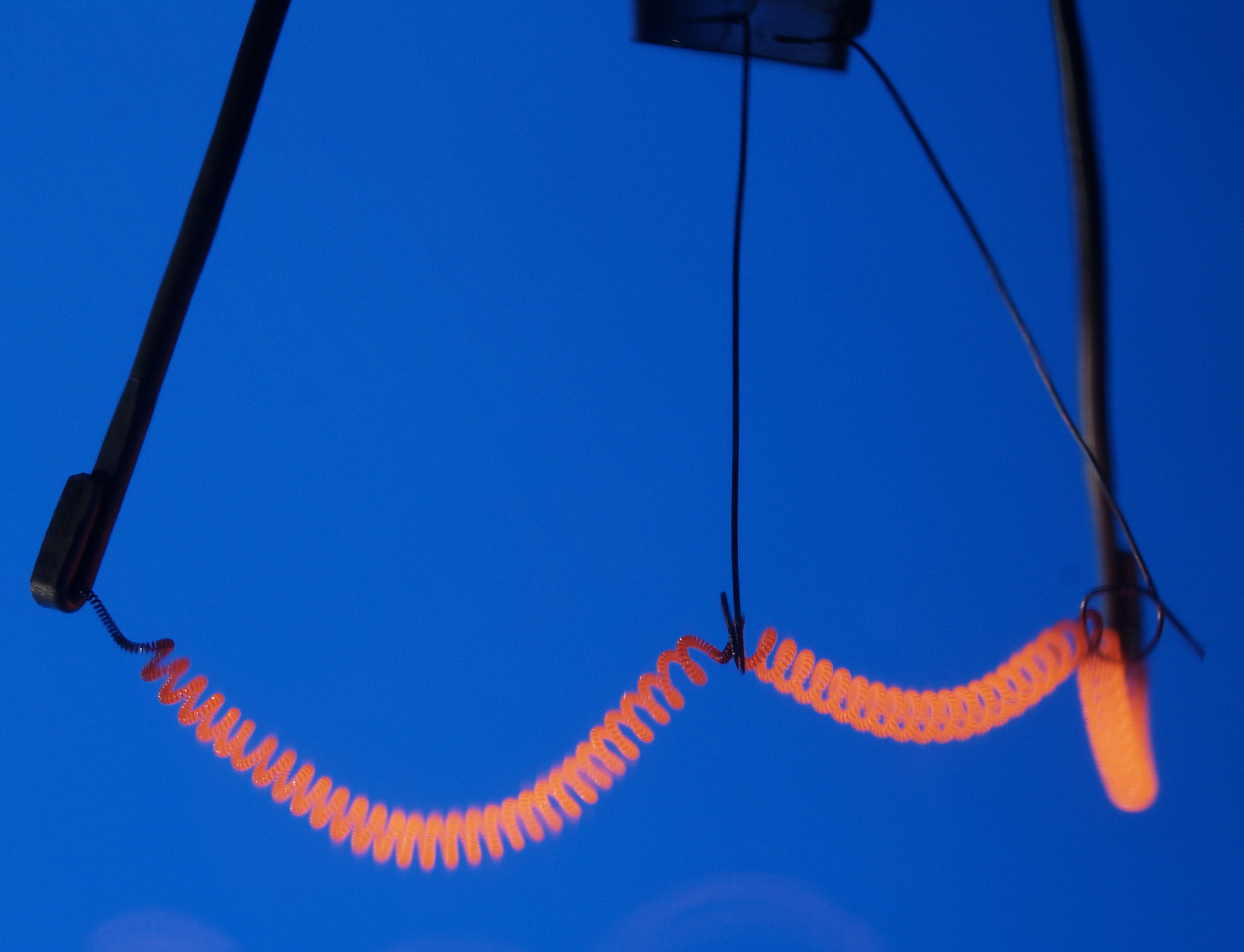
Подвійна спіраль Лампи розжарення (Osram 200 Вт) з контактними провідниками і підтримувачами нитки

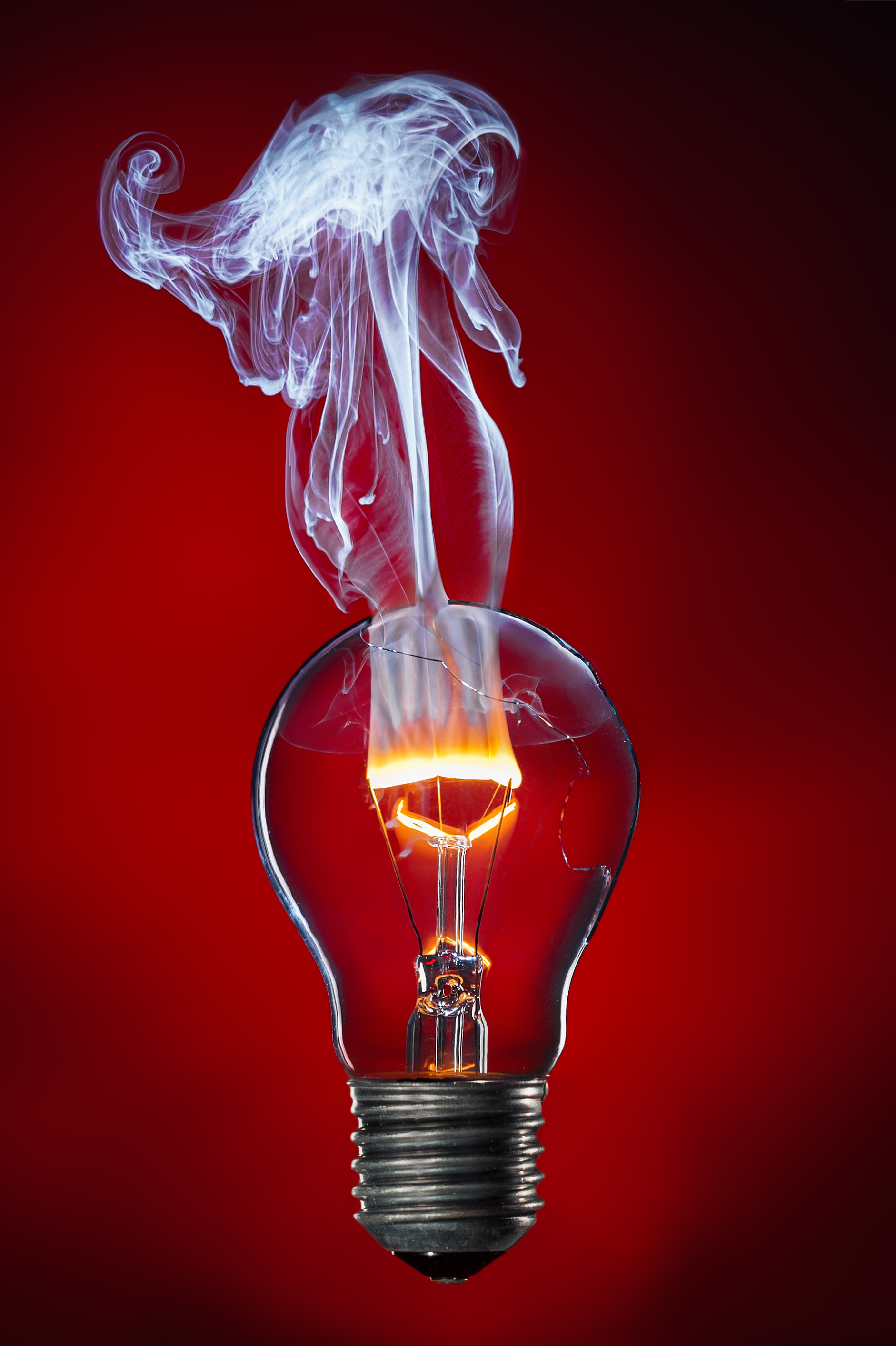
Горіння вольфрамової нитки на повітрі з утворенням оксиду вольфраму при розгерметизації колби лампи. При відносно цілій колбі, але при наявному в ній повітрі лампа раптово стає матовою, з жовтуватим відтінком.

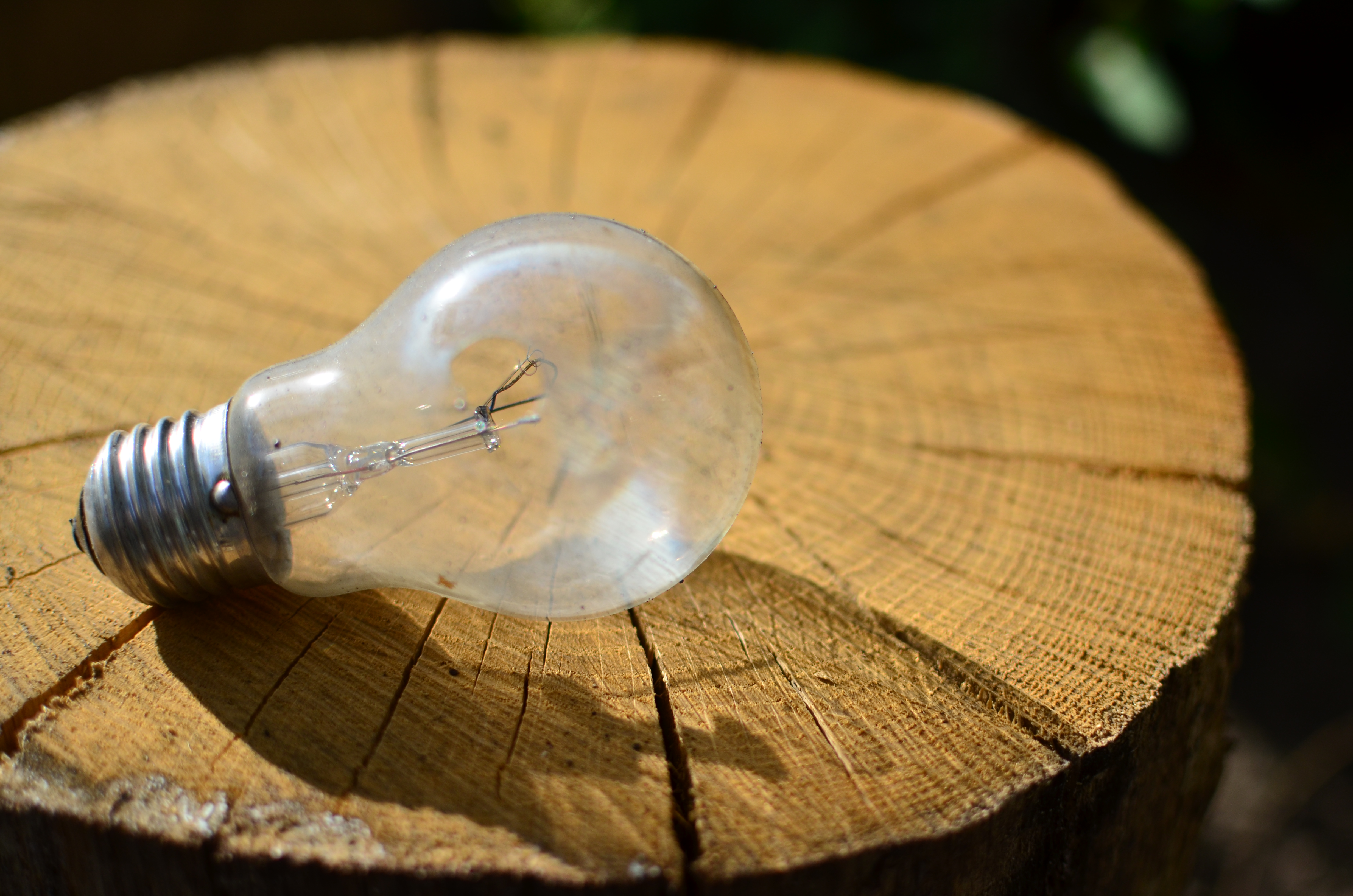
Розгерметизація лампи розжарення

Нитка розжарення у перших лампочках робилася з вугілля (точка сублімації 3559 °C). В сучасних лампочках застосовуються майже виключно спіралі з осмієво-вольфрамового сплаву. Дріт часто має вигляд подвійної спіралі, з метою зменшення конвекції за рахунок зменшення ленгмюрівського шару. Лампи виготовляють для різних робочих напруг. Сила струму визначається за законом Ома ({\displaystyle I=U/R}) і Потужність за формулою {\displaystyle P=U\cdot I}, або {\displaystyle P=U^{2}/R}. При потужності 60 Вт і робочій напрузі 220 В через лампочку повинен протікати струм 0,26 А, тобто опір нитки розжарення повинен становити 882 Ом. Для досягнення такого опору необхідно використовувати довгий та тонкий дріт, оскільки метали характеризуються малими значеннями питомого опору. Товщина дроту у звичайних лампочках становить 40—50 мікрон. При кімнатній температурі опір нитки розжарення набагато менший робочого опору. Тому, безпосередньо при увімкненні, протікає електричний струм, що у два-три рази більше робочого струму. У міру нагрівання нитки її опір зростає, а струм зменшується. На відміну від сучасних ламп, ранні лампи розжарення з вугільними нитками при увімкненні працювали за зворотним принципом — при нагріванні їх опір зменшувався, і світіння потроху наростало. У миготливих лампочках послідовно з ниткою розжарювання вбудовується біметалевий перемикач. За рахунок цього такі лампочки самостійно працюють в миготливому режимі.
Враховуючи високу робочу температуру ламп розжарення, у холодному стані опір нитки розжарювання помітно нижчий від робочого, що часто стає причиною раптового перегорання нитки розжарювання в момент включення лампи, особливо, коли на момент включення напруга струму сягає максимального значення синусоїди змінного струму.
Приблизний опір нитки розжарення ламп розжарення на 220/230В із цоколем E27:

| Вт  | Ом  |
| --- | --- |
| 25  | 136 |
| 40  | 102 |
| 60  | 65  |
| 100 | 37  |

### Цоколь
Форму цоколя з різьбою звичайної лампи розжарення запропонував Томас Едісон. Розміри цоколів стандартизовані. У ламп побутового застосування найпоширеніші цоколі Едісона E14 (міньйон), E27 та E40. Також зустрічаються цоколі без різьби.

### Запобіжник
Перегоряння лампи відбувається під час її роботи, тобто в той час, коли одночасно нитка розжарення нагріта і через нитку протікає електричний струм. Якщо в цей час відбувається розрив нитки, то між розведеними кінцями нитки зазвичай спалахує електрична дуга. У побуті це можна відмітити за яскравим синювато-білим спалахом у момент перегоряння лампи. Оскільки нитка, як правило, є відносно тонким дротом, зігнутим у спіраль, то електричний опір в нитці може бути більшим, аніж опір йонізованого газу в дузі. Тому кінці дуги починають розходитись від місця розриву нитки, а сила струму в ланцюзі зростає.
При подальшому розвитку цього процесу дуга може зажевріти вже між утримувачами нитки, опір яких відносно малий, унаслідок чого сила струму в ланцюзі, який живиться, може набагато перевищити допустимі межі, що приведе або до спрацьовування запобіжників у ланцюзі, автоматичного вимикача або до розплавлення дротів та, можливо, спровокує пожежу.
Для того, щоб розімкнути ланцюг при спалаху дуги і не допустити перевантаження ланцюга, у конструкції лампи передбачений плавкий запобіжник. Він є частиною тонкого дроту і розташований у цоколі лампи розжарення. Для побутових ламп з номінальною напругою 220 В такі запобіжники зазвичай розраховані на струм в 6 А.
За статистикою більшість ламп розжарювання виходять із ладу в момент увімкнення внаслідок стрибка струму. Зменшення напруги живлення ламп на 10% (наприклад, за допомогою дімерів або автотрансформаторів) збільшує термін їх використання удесятеро. Бажано використовувати системи плавного старту, які поступово збільшують напругу на лампі під час запуску.

## Різновиди ламп розжарювання
Лампи розжарювання поділяються на (розташовані у порядку зростання ефективності):
- Вакуумні
- Аргонові
- Криптонові (приблизно на 10% яскравіші за аргонові)
- Ксенонові (в 2 рази яскравіші за аргонові)
- Галогенні (наповнювач I або Br, в 2,5 рази яскравіші за аргонові, великий термін служби, не люблять недонакалу, бо не мають галогенного циклу)
- Галогенні з двома колбами (ефективніший галогенний цикл за рахунок кращого нагріву внутрішньої колби)
- Ксенон-галогенні (наповнювач Xe + I або Br, найефективніший наповнювач, до 3-х разів яскравіше за аргонові)
- Ксенон-галогенні з відбивачем ІЧ випромінювання (так як більша частина випромінювання лампи припадає на IX діапазон, то відображення ІЧ випромінювання всередину лампи помітно підвищує ККД, виробляються для мисливських ліхтарів)
- Лампи розжарювання з покриттям, що перетворює ІЧ випромінювання у видимий діапазон. Проводяться розробки ламп з високотемпературним люмінофором, який при нагріванні випромінює видимий спектр.

## Переваги і недоліки ламп розжарювання

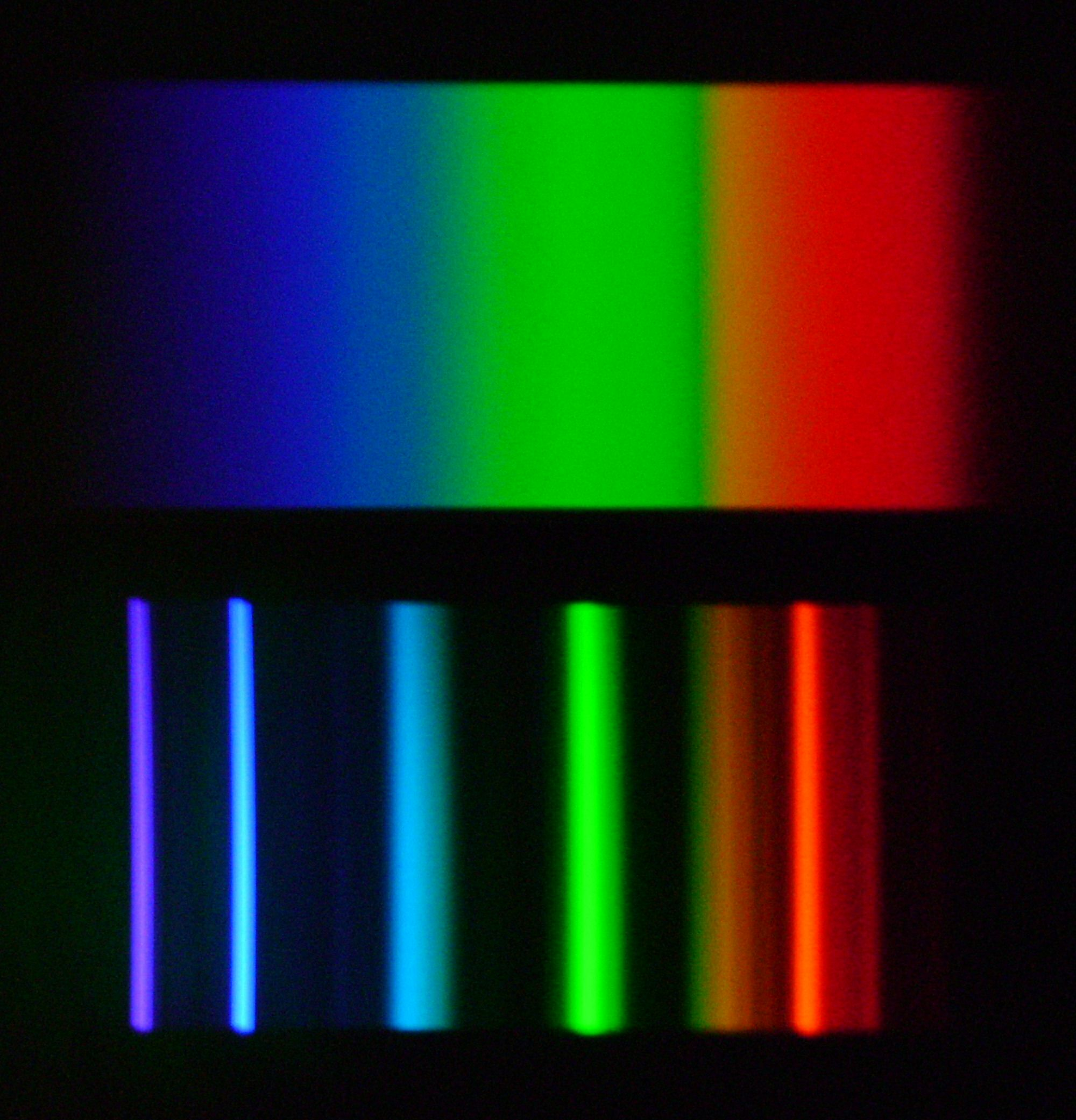
Спектр випромінювання: безперервний 60-ватної лампи розжарювання (вгорі) і лінійчастий 11-ватної компактної люмінесцентної лампи (внизу)

| Порівняння освітленості за потужністю 120-вольтових ламп | Порівняння освітленості за потужністю 120-вольтових ламп | Порівняння освітленості за потужністю 120-вольтових ламп | Порівняння освітленості за потужністю 120-вольтових ламп |
| Потужність Вт                                            | Світловий потік лм                                       | Ефективність лм/Вт                                       |                                                          |
| -------------------------------------------------------- | -------------------------------------------------------- | -------------------------------------------------------- | -------------------------------------------------------- |
| 15                                                       | 110                                                      | 7,3                                                      |                                                          |
| 25                                                       | 200                                                      | 8,0                                                      |                                                          |
| 35                                                       | 350                                                      | 10,3                                                     |                                                          |
| 40                                                       | 500                                                      | 12,5                                                     |                                                          |
| 50                                                       | 700                                                      | 13,5                                                     |                                                          |
| 55                                                       | 800                                                      | 14,2                                                     |                                                          |
| 60                                                       | 850                                                      | 14,5                                                     |                                                          |
| 65                                                       | 1000                                                     | 15,0                                                     |                                                          |
| 70                                                       | 1100                                                     | 15,7                                                     |                                                          |
| 75                                                       | 1200                                                     | 16,0                                                     |                                                          |
| 90                                                       | 1450                                                     | 16,1                                                     |                                                          |
| 95                                                       | 1600                                                     | 16,8                                                     |                                                          |
| 100                                                      | 1700                                                     | 17,0                                                     |                                                          |
| 135                                                      | 2350                                                     | 17,4                                                     |                                                          |
| 150                                                      | 2850                                                     | 19,0                                                     |                                                          |
| 200                                                      | 3900                                                     | 19,5                                                     |                                                          |
| 300                                                      | 6200                                                     | 20,7                                                     |                                                          |

### Переваги
- високий індекс передачі кольору, Ra 100
- безперервний спектр випромінювання
- низька ціна
- відсутність пускорегулювальної апаратури
- нечутливість до іонізуючої радіації
- чисто активний електричний опір (одиничний коефіцієнт потужності)
- невисока чутливість до збоїв в живленні і стрибків напруги
- відсутність токсичних компонентів і як наслідок відсутність необхідності в інфраструктурі по збору та утилізації
- можливість роботи на будь-якому виді струму
- можливість виготовлення ламп на різні напруги (від долей до сотень вольт)
- стійкість до електромагнітного імпульсу

### Недоліки
- низька світлова віддача
- відносно малий термін служби
- крихкість, чутливість до удару і вібрації
- різка залежність світлової віддачі і терміну служби від напруги
- кидок струму при увімкненні (приблизно десятикратний)
- при термоударі або розриві нитки під напругою можливий вибух балону
- лампи розжарювання представляють пожежну небезпеку. Через 30 хвилин після увімкнення температура зовнішньої поверхні такої лампи досягає, залежно від потужності, таких величин:
  - 25 Вт — 100 °C
  - 40 Вт — 145 °C
  - 75 Вт — 250 °C
  - 100 Вт — 290 °C
  - 200 Вт — 330 °C

При зіткненні ламп з текстильними матеріалами їх колба нагрівається ще сильніше. Солома, яка торкається поверхні лампи потужністю 60 Вт, спалахує приблизно через 67 хвилин.
- нагрівання частин лампи вимагає термостійкої арматури світильників
- світловий коефіцієнт корисної дії ламп розжарювання, який визначається відношенням потужності променів видимого спектра до потужності, що споживається від електромережі, досить малий і не перевищує 4%. Увімкнення електролампи через діод, що часто використовується з метою продовження ресурсу на сходових площадках, в тамбурах та інших місцях з ускладненою заміною, ще більше посилює недолік ламп: значно зменшується ККД, а також з'являється значне мерехтіння світла.